# Rumänien i olympiska vinterspelen 2006
Rumänien deltog med 25 deltagare vid de olympiska vinterspelen 2006 i Turin. Ingen av landets deltagare erövrade någon medalj.